# Licht van Aton
Het Licht van Aton wordt in het Louvre te Parijs bewaard, samen met het hoofd  van Nefertiti. Het is de zonnegod Aton afgebeeld als een zonneschijf met stralen, die in handen uitlopen. 
Afkomstig uit de ruïnes van Amarna, de residentie van Amenhotep IV, uit het Middenrijk in de Oud-Egyptische kunst, werden huizenblokken, rotsgraven, tempels en paleizen blootgelegd. Amenhotep IV werd ten slotte Achnaton genoemd. 